# Andreas Haug (Musikwissenschaftler)
Andreas Haug (* 1958) ist ein deutscher Musikwissenschaftler.

## Leben
Nach dem Studium der Fächer Musikwissenschaft, Philosophie und Germanistik und der Promotion 1985 an der Universität Tübingen war er von 1985 bis 1988 Wissenschaftlicher Redakteur der musikgeschichtlichen Denkmälerausgabe Das Erbe deutscher Musik und Lehrbeauftragter am Musikwissenschaftlichen Institut in Tübingen. Von 1988 bis 1991 war er Mitarbeiter an der Arbeitsstelle des Corpus Troporum an der Universität Stockholm. Seit 1991 war er Akademischer Rat (seit 1998 Oberrat) am Institut für Musikwissenschaft der Universität Erlangen-Nürnberg und leitete das Bruno-Stäblein-Archiv (die Erlanger Filmsammlung mittelalterlicher Musikhandschriften). Nach der Habilitation an der Universität Tübingen 1999 war er Professor am Zentrum für Mittelalterstudien der Universität Trondheim. 2001 wurde er als Nachfolger Fritz Reckows auf den Erlanger Lehrstuhl für Musikwissenschaft berufen. Von 2008 bis 2023 war er Inhaber des Lehrstuhls für Musikwissenschaft II (Musik des vorneuzeitlichen Europa) und Mitglied des Direktoriums am neugegründeten Institut für Musikforschung der Universität Würzburg. Er war Visiting Scholar am Emmanuel College Cambridge, Senior Fellow am Internationalen Forschungszentrum Kulturwissenschaften (IFK) in Wien und Fellow am Centre for the Study of Manuscript Cultures an der Universität Hamburg.
2005 wurde er zum Mitglied der Academia Europaea gewählt.

### Leistungen
Haug gilt als Experte für die Musikgeschichte der Spätantike und der Karolingerzeit. Er erforscht den einstimmigen Kultgesang der lateinischen Kirche und dessen Notationen. Zusammen mit dem Informatiker Frank Puppe leitet er das Langzeitforschungsprojekt Corpus monodicum.

## Schriften (Auswahl)
- Gesungene und schriftlich dargestellte Sequenz. Beobachtungen zum Schriftbild der ältesten ostfränkischen Sequenzenhandschriften. Neuhausen auf den Fildern 1987, ISBN 3-7751-1232-4.
- Troparia tardiva. Repertorium später Tropenquellen aus dem deutschsprachigen Raum. Kassel 1995, ISBN 3-7618-1240-X.
- als Herausgeber mit Christoph Michael März und Lorenz Welker: Der lateinische Hymnus im Mittelalter. Überlieferung – Ästhetik – Ausstrahlung. Kassel 2004, ISBN 3-7618-1711-8.
- als Herausgeber mit Gisela Attinger: The Nidaros Office of the Holy Blood. Liturgical music in medieval Norway. Trondheim 2004, ISBN 82-519-2008-6.
- als Herausgeber mit Gisela Attinger: The Nidaros Office of the Holy Blood. Liturgical music in medieval Norway. Trondheim 2004, ISBN 82-519-2008-6.
- Lori Kruckenberg, Andreas Haug (Hg.), The Sequences of Nidaros. A Nordic Repertory and its European Context, Trondheim 2006
- als Herausgeber mit Margrete Syrstad Andås, Øystein Ekroll und Nils Holger Petersen (Hg.), The Medieval Cathedral of Trondheim. Architectural and Ritual Constructions in their European Context, Turnhout 2007.
- als Herausgeber mit Andreas Dorschel: Vom Preis des Fortschritts. Gewinn und Verlust in der Musikgeschichte, Wien 2008 (Studien zur Wertungsforschung 49).
- als Herausgeber mit Isabel Kraft und Hanna Zühlke (Hg.), Tropen zu den Antiphonen der Messe aus Quellen deutscher Herkunft, Basel 2019 (Corpus monodicum. Die einstimmige Musik des lateinischen Mittelalters, Abteilung II, Band 2.)

### Artikel
- Zur Interpretation der Liqueszenzneumen, Archiv für Musikwissenschaft 50 (1993), S. 86–100.
- Ein 'Hirsauer' Tropus, Revue Bénédictine 104 (1994), S. 328–345.
- Zu einer Bedeutungsgeschichte des Lauten: Das Crescendo in Beethovens Leonoren-Ouvertüren, International Review of the Aesthetics and Sociology of Music 28 (1997), S. 3–18.
- Sankt Gallen, Die Musik in Geschichte und Gegenwart, Sachteil, Band 8 (1998), Sp. 948–969. Revidierter Wiederabdruck: Sankt Gallen: Die mittelalterliche Abtei als Zentrum einstimmigen Gesangs, Matthias Schneider und Beate Bugenhagen (Hg.), Zentren der Kirchenmusik, Laaber 2011, S. 16–32.
- Musikalische Lyrik im Mittelalter, Hermann Danuser (Hg.), Musikalische Lyrik, Laaber 2004, S. 59–129 (Handbuch der musikalischen Gattungen 8).
- Der Beginn europäischen Komponierens in der Karolingerzeit: Ein Phantombild, Die Musikforschung 58 (2005), S. 225–241.
- Re-Reading Notker’s Preface, David Butler Cannata u. a. (Hg.), Quomodo cantabimus canticum? Studies in Honor of Edward H. Roesner, Middleton, Wisconsin 2008, S. 65–80.
- Leiser Beginn in Mozarts Sinfonien, Ann-Katrin Zimmermann und Klaus Aringer (Hg.), Mozart im Zentrum. Festschrift für Manfred Hermann Schmid zum 60. Geburtstag, Tutzing 2010, S. 99–109.
- Kennen wir die Melodie zu einem Lied des ersten Trobador? Ein Versuch in wissenschaftlichem Wunschdenken, Sonja Glauch, Susanne Köbele, Uta Störmer-Caysa (Hg.), Projektion – Reflexion – Ferne Räumliche Vorstellungen und Denkfiguren im Mittelalter, Berlin & Boston 2011, S. 369–389.
- Ways of Singing Hexameter in Tenth-Century Europe, Michael Scott Cuthbert, Sean Gallagher und Christoph Wolff (Hg.), City, Chant, and the Topography of Early Music. In Honor of Thomas Forest Kelly, Cambridge, Massachusetts 2013, S. 207–228 (Harvard Publications in Music 23).
- Noch einmal: Roms Gesang und die Gemeinschaften im Norden, Frank Hentschel und Marie Winkelmüller (Hg.), 'Nationes', 'Gentes' und die Musik im Mittelalter, Berlin-Boston 2014, S. 103–145.
- Der Codex und die Stimme in der Karolingerzeit, Felix Heinzer und Hans-Peter Schmit (Hg.), Codex und Geltung, Wiesbaden 2015, S. 29–46 (Wolfenbütteler Mittelalter‐Studien 25).
- War Tuotilo ein Komponist?, David Ganz und Cornel Dora (Hg.), Tuotilo: Archäologie eines frühmittelalterlichen Künstlers, Basel 2017, S. 175–194.
- Tropes, Mark Everist und Thomas Forrest Kelly (Hg.), The Cambridge History of Medieval Music, Cambridge 2018, Band I, S. 263–299.
- mit Tim Eipert, Felix Herrmann, Frank Puppe, Konstantin Voigt und Christoph Wick: Editionsphilologische, informationstechnische und musiktheoretische Aspekte des digitalen Edierens einstimmiger Musik des Mittelalters am Beispiel des Corpus monodicum, Musiktheorie. Zeitschrift für Musikwissenschaft 34 (2019), S. 215–228.
- Terminologie und Theorie des Notierens im neunten Jahrhundert. Mit acht Exkursen zur Entwicklung der Neumenzeichen, Abhandlung der Bayerischen Akademie der Wissenschaften, Neue Folge 145, München, 2019, S. 72–99.
- Die prekäre Textlichkeit der Musik. Zur Genealogie eines modernen Problems, Andreas Kablitz, Christoph Markschies, Peter Strohschneider (Hg.), Prädikation und Bedeutung, Berlin 2020, S. 1–50 (Text und Textlichkeit 1).
- Singing from the Book. The End of Sacrifice and the Rise of Chant in the Fourth Century, in: Musical Quarterly 104 (2021), S. 370–391.